# 95 Pułk Piechoty (II RP)
95 Pułk Piechoty (95 pp) – rezerwowy oddział piechoty Wojska Polskiego II RP.
Pułk nie występował w organizacji pokojowej wojska. 

## 95 pp w kampanii wrześniowej

### Mobilizacja
Zgodnie z planem mobilizacyjnym „W” był formowany w II rzucie mobilizacji powszechnej dla rezerwowej 39 Dywizji Piechoty. 
Jednostki mobilizujące należały do dwóch dywizji 3 Dywizji Piechoty Legionów i 9 Dywizji Piechoty i stacjonowały na terenie dwóch okręgów korpusów  OK nr II i OK nr IX.
- 22 pułk piechoty w Siedlcach mobilizował  i organizował dowództwo 95 pułku piechoty, I batalion i pododdziały specjalne pułku w czasie X+3 i X+4[1],
- 34 pułk piechoty w Białej Podlaskiej – II batalion, w czasie X+3[2],
- 7 pułk piechoty Legionów w Chełmie – III batalion, w czasie X+3[3] .

Rozkazem Naczelnego Wodza mobilizacja jednostek II rzutu mobilizacji powszechnej została przyspieszona o dwa dni. Dla 95 pp rez. oznaczało to, że został zmobilizowany do 7 i 8 września 1939.  
II batalion wymaszerował z koszar 34 pp w Białej Podlaskiej do wsi Cicibora, a następnie do wsi Rogozneczka. Następnie po dołączeniu do macierzystego pułku wszedł w skład 39 DP rez.

### Działania bojowe
W kampanii wrześniowej 1939 roku pułk walczył w składzie macierzystej dywizji, między innymi w drugiej bitwie pod Tomaszowem Lubelskim.

## Organizacja i obsada personalna we wrześniu 1939
Dowództwo i pododdziały 
- dowódca – ppłk Stanisław III Stankiewicz
- I adiutant pułku – por. Zdzisław Barbasiewicz
- II adiutant pułku – ppor. rez. Jan Kamiński († 26 IX 1939)
- oficer łączności - por. Stanisław Łukasik
- kwatermistrz - kpt. Stanisław Marek
- lekarz pułku - kpt. lek. Aleksandrowicz

I batalion
- dowódca batalionu – mjr Konrad Marian Krajewski
- dowódca 1 kompanii strzeleckiej – por. Czesław Jacek Skalmowski
  - dowódca I plutonu - ppor. rez. Marian Gałązka
  - dowódca II plutonu - ppor. rez. Stefan Skup
  - dowódca III plutonu - ppor. rez. Eugeniusz Melan
- dowódca 2 kompanii strzeleckiej – kpt. Kazimierz Laskowski
- dowódca 3 kompanii strzeleckiej - por. rez. Hugo Edmund Meyer
- dowódca  1 kompanii karabinów maszynowych - por. Bogumił Sikorski

II batalion 
- dowódca batalionu – mjr Józef Kojder
- adiutant batalionu - ppor. rez. Jan Kuczyński
- dowódca 4 kompanii strzeleckiej – kpt. Stefan Osmólski
- dowódca 5 kompanii strzeleckiej – por. Artur Alojzy Poeplau
  - dowódca I plutonu - ppor. Bolesław Prochenka
- dowódca 6 kompanii strzeleckiej - por. Witold Antoni Janiszewski
- dowódca 2 kompanii ckm – por. piech. Tadeusz Petrol

III batalion
- dowódca batalionu – kpt. Jan Lekan
- dowódca 7 kompanii strzeleckiej – ppor. Jerzy Zdzisław Lipniacki
- dowódca 8 kompanii strzeleckiej – ppor. Stanisław Sędziak

Pododdziały specjalne
- dowódca kompanii zwiadowców - ppor. Piotr Kubaj
  - dowódca plutonu konnego - ppor. Adam Robert Wojtaś
  - dowódca plutonu kolarzy - ppor. rez. Wacław Polkowski
- dowódca kompanii przeciwpancernej - por. Włodzimierz Krasuski
- pluton łączności
- pluton pionierów
- pluton przeciwgazowy